# Dactylopodolidae
Dactylopodolidae zijn een familie van de buikharigen. 

## Taxonomie
De volgende geslachten zijn bij de familie ingedeeld:
- Dactylopodola Strand, 1929
- Dendrodasys Wilke, 1954
- Dendropodola Hummon, Todaro & Tongiorgi, 1993